# Wachet! betet! betet! wachet!

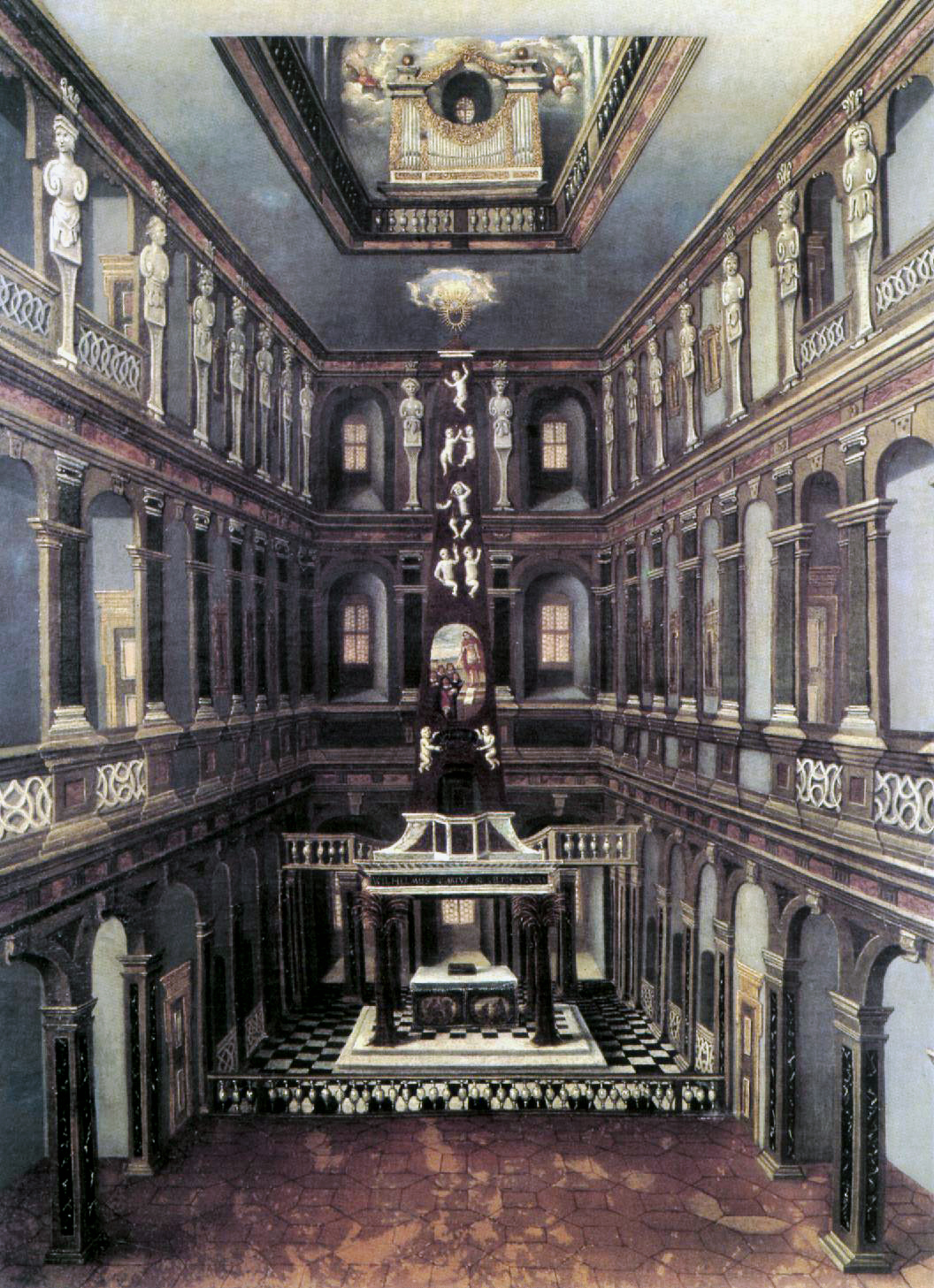
Schlosskirche à Weimar

Wachet! betet! betet! wachet! (Veillez ! priez ! priez ! veillez !) BWV 70a est le titre de deux cantates religieuses de Johann Sebastian Bach. Il écrivit une première version, aujourd'hui perdue, (la BWV 70a) à Weimar pour le deuxième dimanche de l'Avent de 1716 et la réutilisa en 1723 à Leipzig. Cette dernière version (BWV 70) est une cantate en deux parties pour le vingt-sixième dimanche après la Trinité.

## Histoire et livret
Bach écrivit d'abord la cantate à Weimar durant sa dernière année comme organiste à la cour du prince Johann Ernst de Saxe-Weimar pour le deuxième dimanche de l'Avent et la dirigea dans la Schlosskirche le 6 décembre 1716. Pour cette destination liturgique, aucune autre cantate n'a franchi le seuil de la postérité.
Les lectures prescrites pour ce dimanche étaient Rom. 15 :4–13 et Luc. 21 :25–36, la Parousie, aussi appelée Second Avent. Le poète de cour Salomon Franck écrivit le texte de la cantate, publié dans les « Evangelische Sonn- und Fest-Tages-Andachten » en 1717. Il écrivit cinq mouvements, un chœur et quatre arias et conclut avec le cinquième verset du choral Meinen Jesum laß ich nicht de Christian Keymann,.
L'Avent était tempus clausum (en) (période calme) à Leipzig, aucune musique de cantate n'était jouée aux services du deuxième Avent jusqu'au quatrième. Afin de servir la musique, Bach la dédia à un autre événement liturgique et choisit le vingt-sixième dimanche après la Trinité sur un thème similaire. Les lectures prescrites pour ce dimanche étaient Pierre. 3 :3-13 et Mat. 25 :31–46, le Jugement dernier. Le poète inconnu a gardé les cinq mouvements déjà présents et a ajouté des récitatifs et un choral pour terminer la première partie de la nouvelle cantate, le verset final de Freu dich sehr, o meine Seele de Christoph Demantius,.
Bach dirigea la nouvelle cantate une première fois le 21 novembre 1723 et une seconde fois le 25 novembre 1731 dans une version légèrement améliorée (ajout d'un violoncelle obligé et enrichissement du continuo).

## Structure et instrumentation
L'instrumentation de la cantate de Weimar est perdue. La cantate de Leipzig est écrite pour quatre solistes (soprano, alto, ténor, basse), un chœur à quatre voix, trompette, hautbois, basson, deux violons, deux  altos et basse continue. Les mouvements de la cantate de Weimar (BWV 70a) sont indiqués entre parenthèses.
Première partie
1. chœur : Wachet! betet! betet! wachet! (1.)
2. récitatif (basse): Erschrecket, ihr verstockten Sünder
3. aria (alto): Wenn kömmt der Tag, an dem wir ziehen (2.)
4. récitatif (ténor): Auch bei dem himmlischen Verlangen
5. aria (soprano): Laßt der Spötter Zungen schmähen (3.)
6. récitatif (ténor): Jedoch bei dem unartigen Geschlechte
7. choral : Freu dich sehr, o meine Seele,

Deuxième partie
1. aria (ténor) : Hebt euer Haupt empor (4.)
2. récitatif (ténor et choral): Ach, soll nicht dieser große Tag
3. aria (basse) : Seligster Erquickungstag (5.)
4. choral : Nicht nach Welt, nach Himmel nicht (6.)

## Musique
Bach organise le chœur d'ouverture dans la forme da capo et insère les parties vocales dans le concerto de l'orchestre. Une trompette appelle au réveil, déclenchant un mouvement figuratif des autres instruments et des voix tandis que le chœur met en valeur le contraste entre les courts appels « Wachet! » et les longs accords « betet! ».
Tous les instruments accompagnent le récitatif, illustrant successivement la frayeur des pêcheurs, le calme des élus, la destruction de l'univers et la peur des appelés au Jugement dernier.
La première partie se clôt sur le verset final de Freu dich sehr, o meine Seele dans une disposition en quatre parties.
Le récitatif du neuvième mouvement ouvre avec un Furioso dépeignant le « unerhörten letzten Schlag » tandis que la trompette cite le choral Es ist gewisslich an der Zeit. Ce choral avait été utilisé comme une sorte de Dies iræ durant la guerre de Trente Ans. Le récitatif se termine en un long mélisme sur les mots « Wohlan, so ende ich mit Freuden meinen Lauf ». L'aria pour basse qui suit commence immédiatement, sans l'habituelle ritournelle, molt' adagio. Après cette réflexion intime sur « Jesus führet mich zur Stille,an den Ort, da Lust die Fülle », le choral de clôture est richement disposé en sept parties, des parties indépendantes pour les trois instruments à cordes les plus hauts formant un « halo » pour les voix,,.

## Source
- (en) Cet article est partiellement ou en totalité issu de l’article de Wikipédia en anglais intitulé « Wachet! betet! betet! wachet! BWV 70 » (voir la liste des auteurs).